# Отуча (ријека)
Отуча или Отућа је ријека понорница која се налази у јужној Лици, у Републици Хрватској. Извире код насеља Брувно, а понире у Грачачком пољу код Грачаца.

## Одлике
Укупна дужина надземног тока Отуче је 14,5 km, широка је око 5 м, а дубока око 0,5 м. Извире у Брувну на 755 метара надморске висине, и прима све изворске воде тог подручја с бројним малим потоцима. Значајнији су лијева притока Кијашница дужине око 9 km и десне притоке Башиница дужине 13 km, и Жижинка. Тече у правцу сјевер-југ крашким подручјем кроз приступачне кањоне поред села Брувно и Дерингај, затим протиче равничарским подручјем кроз Грачац, гдје је регулисана, и прима градске отпадне воде. Отуча понире јужно од Грачаца у понору Сапиновац. То је плитка текућа ријека, које је дно каменито, шљунковито, а понегдје и муљевито.
У Отучи је насељена само поточна пастрмка. Ихтиомаса поточне пастрмке износи 20 kg/ha.